# マロー・オブライエン (初代トモンド伯爵)

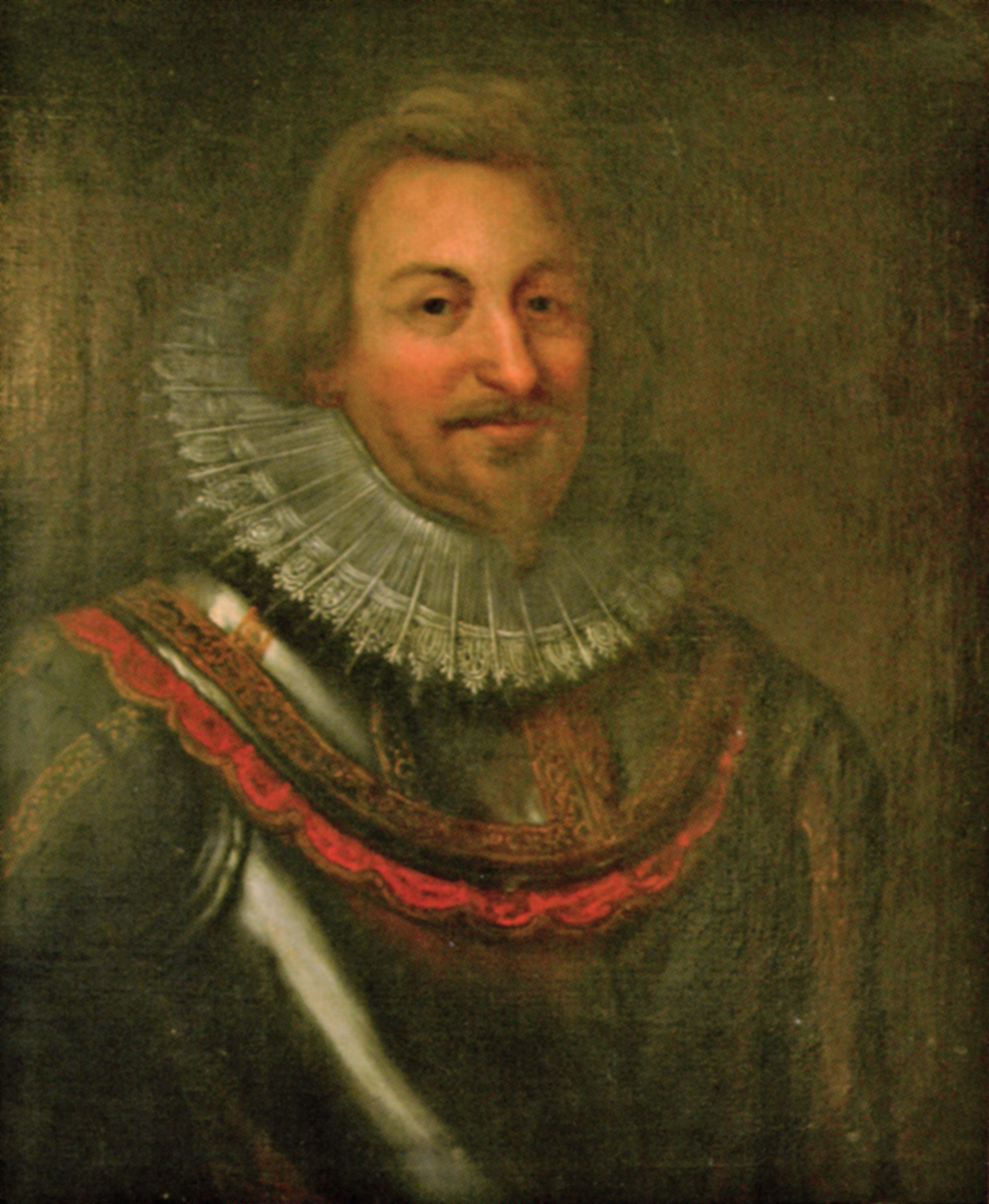
初代トモンド伯爵マーロー・オブライエン

初代トモンド伯爵マロー・オブライエン（英: Murrough O'Brien, 1st Earl of Thomond, アイルランド語: Murchadh Ó Briain、1551年没）は、最後のトモンド王（在位：1539年 - 1543年）。イングランド王ヘンリー8世に降伏し、トモンド伯爵位やインチクィン男爵位を与えられた。

## 経歴
トモンドの国王トゥーロッホ・オブライエン（Turlough O'Brien）とその2番目の妃であるレインリット・マクナマラ（Raghnailt Macnamara）の間の次男として生まれる。
父王が崩御すると兄コナー・オブライエンがトモンド王に即位したが、1539年に兄王が崩御した際にその息子であるドノーを差し置いてマローがトモンド王に即位した。イングランドのアイルランド支配に対抗していたが、結局イングランド王ヘンリー8世の「降伏と再授封」政策により、他のアイルランド支配階級とともに降伏し、一度王国の領土をヘンリー8世に引き渡したのち、ヘンリー8世から知行地として再授封を受けた。
1543年7月1日の勅許状でアイルランド貴族爵位トモンド伯爵（Earl of Thomond）とインチクィン男爵（Baron of Inchiquin）に叙せられた。インチクィン男爵位は通常通り直系の男系男子に継承される爵位だが、トモンド伯爵位は甥のドノーに継承される旨の特別継承規定が付けられていた。また同年アイルランド枢密顧問官に列した。
1551年に死去した。

## 家族
ナイト・オブ・グリントマス・フィッツジェラルドの娘エレノア・フィッツジェラルドと結婚し、彼女との間に以下の子らを儲けた。
- 長男ダーモッド・オブライエン（Dermod O'Brien, 生年不詳 - 1552年1月31日） - 第2代インチクィン男爵位を継承
- 次男タイゲ・マクマロー・オブライエン（Teige McMurrough O'Brien, 生年不詳 - 1577年12月12日）
- 三男ドノー・マクマロー・オブライエン（Donogh McMurrough O'Brien, 生年不詳 - 1582年9月6日）
- 四男トーロッホ・オブライエン（Torlogh O'Brien, 生年不詳 - 1542年）
- 長女ホノラ・オブライエン（Honora O'Brien, 生没年不詳）  - ロリー・オショーネシーと結婚
- 次女アーニェ・オブライエン（Aine O'Brien, 生没年不詳）
- 三女マーガレット・オブライエン（Margaret O'Brien, 1535年頃 - 1616年以降）
- 四女スラニー・オブライエン（Slany O'Brien, 生年不詳 - 1569年） - はじめ第17代ケリー＝リックナウ男爵パトリック・フィッツモーリス（英語版）、ついでドナル・オブライエンと結婚
- 五女ラネルト・オブライエン（Ranelt O'Brien）
- 六女 名前不詳

## 関連図書
- Maginn, Christopher (23 September 2004). "O'Brien, Murrough, first earl of Thomond". Oxford Dictionary of National Biography (英語) (online ed.). Oxford University Press. doi:10.1093/ref:odnb/20462。 (要購読、またはイギリス公立図書館への会員加入。)

| 王室の称号                | 王室の称号                         | 王室の称号                    |
| ------------------------- | ---------------------------------- | ----------------------------- |
| 先代 コナー・オブライエン | トモンド王 1539年–1543年           | トモンド王国廃止              |
| アイルランドの爵位        |                                    |                               |
| 爵位創設                  | 初代トモンド伯爵 1543年–1551年     | 次代 ドノー・オブライエン     |
| 爵位創設                  | 初代インチクィン男爵 1543年–1551年 | 次代 ダーモッド・オブライエン |